# Купель
Купе́ль — село в Україні,  у Рокитнівській селищній громаді Сарненського району Рівненської області. Населення становить 402 осіб.
Розташоване в північно-східній частині району. Недалеко на схід від села проходить межа між Рівненською та Житомирською областями, 20 кілометрів північніше проходить державний кордон України та Республіки Білорусь. Старожили розповідають легенду про виникнення назви населеного пункту. Назва пішла від однойменної назви річки Купель, що протікає понад селом.

## Історія
Перші відомості про село Купель відносяться до глибокої давнини 1640 року, проте якоїсь писемної згадки про село в давнину або точні відомості про його заснування, на жаль, не відомі.
Існують дані, проте не зовсім точні, що в цій місцевості раніше видобували якусь руду. З різних країв приїжджали сюди наймані робочі і прості селяни на видобуток руди, проте працювали вони лише в теплий період року. Але поселення тут так і не побудували — жили в тимчасових будівлях.
Пізніше земля навколо села переходить у власність пана Мошлинського. Поступово в цьому краї починають одне за одним виникати невеликі поселення. Населення, що проживало на цій території в основному займалося сільським господарством: сіяли жито, гречку, просо, льон, садили різні овочеві культури, м'яли коноплі, розводили свійських тварин — свиней, корів, коней, тримали птицю.
Цей процес активного заселення припадає на розвиток в царській Росії кріпацтва із усіма випливаючими звідси наслідками. Селянин дуже залежав від поміщика. Він повинен був у першу чергу відробити панщину, а потім уже працювати у себе в дома. Проте сам поміщик жив у Скалах Житомирської губернії, а слідкувати за господарством та наглядати за кріпаками залишав свого керуючого. Було збудовано невеликий млин, на якому селяни могли молоти своє зерно. Приїжджали сюди і з інших сіл та хуторів.
В 1861 році відбулося скасування кріпосного права. Купель з опіки пана Мошлинського переходить під опіку пана Шабинського. Проте село все одно залишалось не дуже великим. В 1913 році село викупив пан Булгак.
Під час подій Першої Світової війни через Купель проходили різні військові частини Південно-Західного фронту.
У період з 1917 по 1920 рр. через с. Купель проходили різноманітні військові частини та формування, проте ніяких воєнних дій вони за собою не приносили і місцеве населення залишалось вдома біля своїх господарств.
Після відступу поляків Купель перейшло до Радянського Союзу, та незабаром російські війська відступили і село стало нейтральною територією. Пізніше сюди приїжджає спільна російсько-польська комісія по встановленню кордону і Купель відходить до Польщі.
У 1918—1939 роках була організована невелика 4-х класна школа.
У вересні 1939 року село перейшло до складу УРСР. Після цього селяни чинили опір примусовій колективізації.
Під час Другої світової війни на нашій території поряд з німецькими та радянськими військами у воєнних діях брали участь також вояки із УПА.
У післявоєнний час життя в селі почало помаленьку налагоджуватись. Збудували колгосп імені Кірова, головою якого був обраний Котвицький О. Г. Головою сільської сади обрали Марца Дворецького. В 1947 році в будинку К. Лукаша створили перший магазин і першим продавцем в ньому була Шимкевич Ніна Станіславівна. Іще перед війною в селі створили сільську раду, яку очолив Юзік Рудницький. Пізніше сільську раду перевозять в Біловіж. У 50-х роках в приміщені школи запрацювала перша бібліотека. В післявоєнний час запрацювала й пошта (перший поштар — Кайданович Леонтій Іванович). В 60-70-ті роки соціальне та економічне життя населення набагато покращилось. Люди почали отримувати непогану заробітну плату, у цей час будують дорогу з кам'яним покриттям від Рокитного до Кам'яного, яка пройшла і через село Купель. В 70-ті роки проводиться масштабна меліорація заболочених земель, внаслідок якої купельчани отримали додатково значні площі сільськогосподорських угідь та пасовищ.
Купель має невелику кількість населення — 439 чоловік. В цьому селі нараховується понад 130 дворів. Особливістю села є багатонаціональне населення. За національним складом переважає українське населення. В селі є загальноосвітня школа І-ІІ ст., бібліотека, клуб, два магазини, храм української православної церкви «Всіх скорботливих радості», молитовний дім «Християн Віри Євангельської» і невеликий костьол.

## Населення
За переписом населення 2001 року в селі мешкала 401 особа.

### Мова
Розподіл населення за рідною мовою за даними перепису 2001 року:
| Мова       | Відсоток |
| ---------- | -------- |
| українська | 99,50 %  |
| російська  | 0,50 %   |

## Відомі люди
Перев'язко Вячеслав Павлович народився 18 серпня 1925 року в с. Купеля Рокитнівського району Рівненської обл. До війни закінчив 7 класів. В березні 1943 року пішов в партизанський загін ім. Дзержинського, з'єднання генерал-майора В. А. Бегми, де пробув до грудня в диверсійній групі. Захворів на тиф. Літаком був відправлений в м. Рязань де пролікувався до березня 1944 року. Потім поступив в військове училище. Після закінчення навчання було присвоєно звання молодшого лейтенанта і відправлено в війська Далекосхідного військового округу, де і зустрів Японську агресію. Був поранений на Китайській границі. Після одужання був переведений в внутрішні війська де прослужив до 1948 року. Помер в січні 2006 року. Нагороджений
Орденом « За мужність» « Вітчизняної війни ıı ст.» Медаллю Жукова, Медаллю « Захиснику Вітчизни».